# HMS Caroline (1914)
HMS Caroline là một tàu tuần dương hạng nhẹ thuộc lớp tàu tuần dương C của Hải quân Hoàng gia Anh Quốc. Caroline được hạ thủy và đưa ra hoạt động vào năm 1914, khiến cho nó trở thành chiếc tàu nhiều tuổi thứ hai vẫn còn phục vụ cho Hải quân Hoàng gia, chỉ sau chiếc HMS Victory. Nó hiện đang phục vụ như một sở chỉ huy cố định và là một tàu huấn luyện cho lực lượng Hải quân Hoàng gia Trừ bị, đặt căn cứ tại cầu tàu Alexandra thuộc cảng Belfast, Bắc Ireland. Nó là kiểu mẫu tàu tuần dương hạng nhẹ thời Thế Chiến I của Anh cuối cùng còn sót lại, cũng như là chiếc tàu chiến cuối cùng từng tham gia trận Jutland còn đang nổi.

## Thiết kế và chế tạo
HMS Caroline được chế tạo bởi hãng Cammell Laird tại Birkenhead. Nó được đặt lườn vào ngày 28 tháng 1 năm 1914; hạ thủy vào ngày 29 tháng 9 năm 1914 và đưa ra hoạt động vào ngày 4 tháng 12 năm 1914. Caroline là chiếc mở đầu cho lớp phụ mang tên nó, được trang bị turbine hơi nước không có hộp số; nên khi so sánh với các lớp tiếp theo, người ta nhận ra sự vượt trội của kiểu động lực có hộp số giảm tốc. Hệ thống động cơ của Caroline vẫn còn hiện diện trên con tàu cho đến ngày hôm nay, tuy chúng không ở trong tình trạng có thể hoạt động.

## Lịch sử hoạt động

### Chiến tranh Thế giới thứ nhất và sau đó
Caroline phục vụ tại Bắc Hải trong suốt Chiến tranh Thế giới thứ nhất. Nó trải qua hầu hết thời gian đó cùng với Hải đội Tuần dương nhẹ 4, và đã cùng với đơn vị này chiến đấu trong trận Jutland vào năm 1916 dưới quyền chỉ huy của Đại tá H. R. Crooke.
Sau đó Caroline phục vụ tại East Indies Station trước khi được đưa về lực lượng dự bị, và được cải biến thành sở chỉ huy và tàu huấn luyện cho lực lượng Hải quân Hoàng gia Tình nguyện Trừ bị, đơn vị Ulster, vào năm 1924.

### Chiến tranh Thế giới thứ hai
Trong Chiến tranh Thế giới thứ hai, Caroline phục vụ như là sở chỉ huy của Hải quân Hoàng gia tại cảng Belfast, vốn được sử dụng làm cảng nhà cho nhiều tàu chiến tham gia hộ tống các đoàn tàu vận tải vượt Đại Tây Dương và biển Bắc cực, kể cả những tàu hộ tống thuộc lớp Captain của Hải đội Hộ tống 3.
Vì Belfast nhanh chóng phát triển thành một căn cứ hải quân quan trọng trong Thế Chiến II, nó vượt quá phạm vi của bản thân HMS Caroline, và chiếm dụng nhiều cơ sở ở nhiều phần khác nhau của thành phố. Sau này có đến hàng nghìn thủy thủ phục vụ dưới tên Caroline, những cơ sở đầu tiên được thiết lập tại tòa nhà thuế quan Belfast, sau đó cả lâu đài Belfast cũng được sử dụng và bao gồm một trạm phát sóng vô tuyến tại đây. Có những xưởng sửa chữa thủy lôi, súng ngắn và chế tạo vật cản liên quan đến HMS Caroline, một số được đặt trên bến tàu bên cạnh nơi nó neo đậu tại Milewater Basin.
Vào giai đoạn đầu của Thế Chiến II khi Không quân Hoàng gia Anh tại Belfast chiếm sân bay Sydenham tại cảng Belfast, người của Không lực Hải quân Hoàng gia đặt căn cứ tại đây được đặt dưới quyền quản lý của HMS Caroline. Đến năm 1943 sân bay được chuyển giao lại cho Bộ Hải quân và được đưa vào hoạt động như là HMS Gadwell.

### Sau chiến tranh
Giờ đây được xem là một phần của Hạm đội Lịch sử Quốc gia, Caroline là cơ sở huấn luyện nổi cuối cùng của Lực lượng Trừ bị, và được dự định sẽ ngừng hoạt động vào năm 2011, khi đó đơn vị trừ bị sẽ được tái bố trí đến một cơ sở huấn luyện cố định trên bờ. Khi nó được cho ngừng hoạt động, Caroline có thể sẽ được giữ lại Belfast như một tàu bảo tàng.
Mặc dù không còn khả năng di chuyển bằng chính hệ thống động lực của mình, con tàu vẫn tiếp tục nổi và đang ở trong tình trạng rất tốt. Nhiều năm trước đây, nó bị giật ra khỏi các dây neo sau khi bị va chạm với một chiếc phà cánh ngầm, và rời khởi bến neo đậu cho đến khi bị các dây neo bổ sung giữ lại không cho trôi tự do. Nó còn cố thoát ra một lần nữa trong những cơn gió đặc biệt mạnh vào năm 2005, trong một cơn bão. Giấy phép tham quan được cấp vào dịp lễ hội kỷ niệm chiếc Titanic hàng năm khi đăng ký với văn phòng du lịch của Tòa thị chính thành phố Belfast.

## Kỷ lục

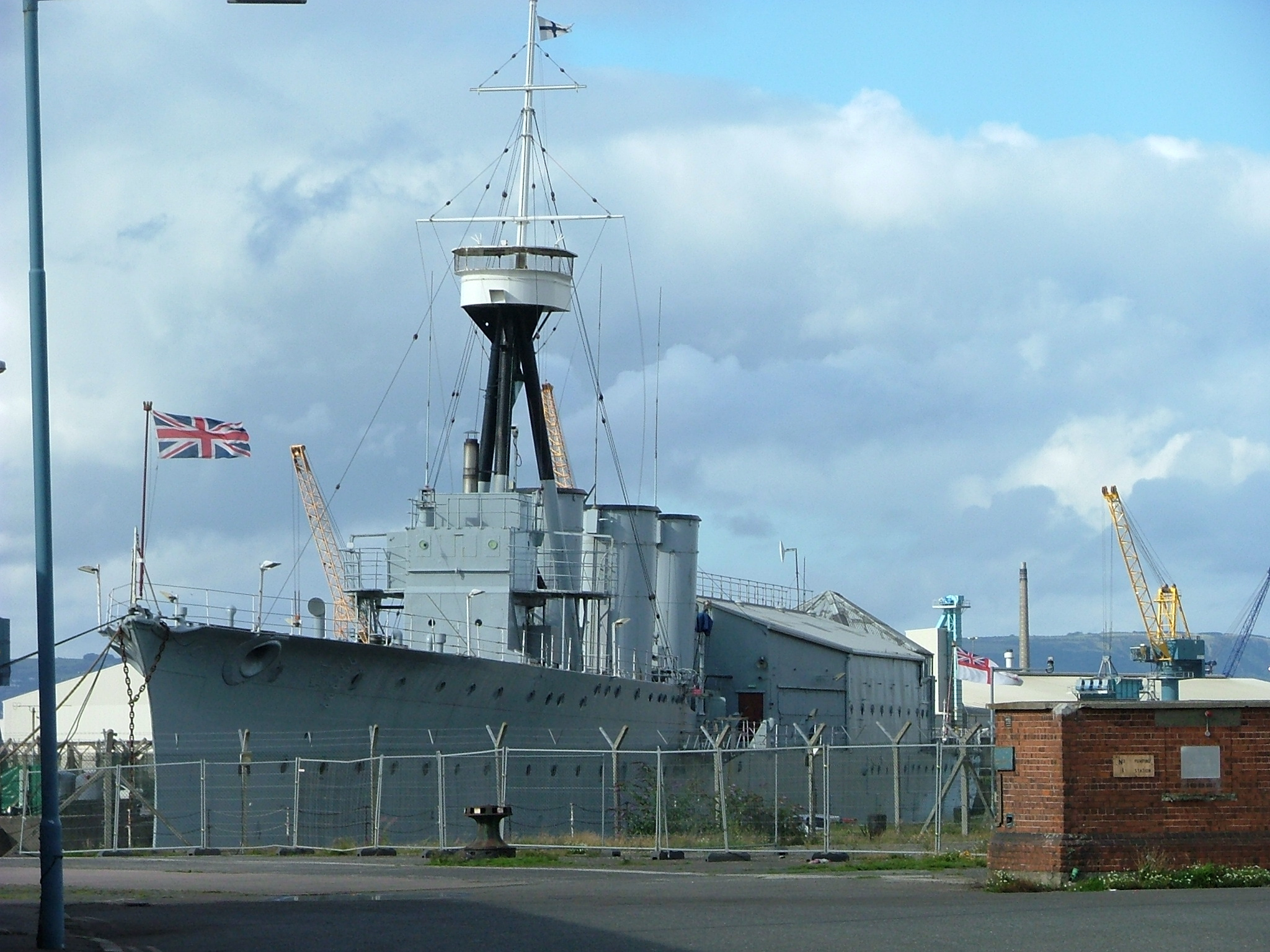
Caroline như một tàu huấn luyện, đang neo đậu tại Belfast.

Ngoài việc là chiếc tàu cũ thứ hai còn phục vụ của Hải quân Hoàng gia, chiếc tàu tuần dương nhẹ cuối cùng của Anh trong Thế Chiến I, và là chiếc cuối cùng có mặt trong trận Jutland còn đang nổi, HMS Caroline cũng còn là chiếc tàu cũ thứ ba trên thế giới còn hoạt động, sau chiếc HMS Victory (hạ thủy năm 1765 và hoạt động năm 1778) và USS Constitution (hạ thủy và hoạt động năm 1797); và là chiếc tàu hoạt động cũ thứ hai trên thế giới còn đang nổi, vì Victory đã được đưa vào ụ tàu từ năm 1922.
Trong số những tàu chiến còn đang nổi, chiếc cũ nhất có thể là tàu bọc sắt Hà Lan HNLMS Buffel, hạ thủy năm 1868, đã ngừng hoạt động và hiện là một tàu bảo tàng tại Rotterdam; HMS Warrior của Anh hạ thủy năm 1860, đã ngừng hoạt động và đòi hỏi phải phục chế đáng kể, vẫn còn nổi tại Portsmouth. Một trong những tàu chiến bằng thép cổ nhất từng tham gia chiến trận còn nổi là chiếc USS Olympia (C-6) được hạ thủy vào tháng 11 năm 1892, nhưng được cho ngừng hoạt động vào năm 1922. Thậm chí cổ hơn và vẫn còn nổi là tàu chiến bọc sắt Chile Huáscar hiện đang ở tại cảng Talcahuano, được hạ thủy vào năm 1865, vốn đã từng tham chiến tích cực trong cuộc Chiến tranh Thái Bình Dương (1879-1883), hiện là một tàu bảo tàng. Tuần dương hạm Rạng Đông của Nga hiện vẫn nổi, và do được hạ thủy vào tháng 12 năm 1900, nên cũ hơn HMS Caroline và hiện vẫn đang hoạt động, nhưng nó từng là một tàu bảo tàng từ năm 1957 đến khoảng năm 1990. Trong số những chiếc không còn nổi, thiết giáp hạm Mikasa Nhật Bản được hạ thủy vào tháng 11 năm 1900 cũ hơn cả HMS Caroline lẫn Rạng Đông, nhưng không còn hoạt động; nó trở thành một tàu bảo tàng vào năm 1921 và đang ở trên ụ tàu. Một chiếc monitor bọc sắt của Thụy Điển được hạ thủy trong những năm 1870, chiếc HMS Sölve, cho đến tháng 1 năm 2009 vẫn còn đang được phục chế tại Trung tâm Hàng hải Goteborg, và người ta chưa rõ là liệu nó sẽ được trưng bày nổi hay trong ụ tàu.
Caroline còn giữ kỷ lục là chiếc tàu chiến quan trọng được chế tạo nhanh nhất: chín tháng kể từ khi đặt lườn cho đến khi nó được hạ thủy. Các động cơ turbine hơi nước Parsons của nó là những chiếc duy nhất còn lại của kiểu mẫu được Parsons áp dụng cho chiếc Turbinia trong cuộc duyệt binh hạm đội Spithead 1897, mặc dù hãng Harland & Wolff tại Belfast đã tháo dỡ các nồi hơi và vũ khí vào khoảng năm 1924.